# Nymphidium mantus
Espèce
Nymphidium mantus est une espèce d'insectes lépidoptères (papillons) appartenant à la famille des Riodinidae, à la sous-famille des Riodininae et au genre Nymphidium.

## Taxonomie
Nymphidium mantus a été décrit par Pieter Cramer en 1775 sous le nom de Papilio mantus.

### Noms vernaculaires
Nymphidium mantus se nomme Mantus Metalmark en anglais.

## Description
Nymphidium mantus est un petit papillon d'une envergure autour de 32 mm de couleur blanche très largement bordé de marron orné de bleu métallisé. Le corps est marron avec un segment blanc ce qui donne une grande bande blanche droite et continue. Le bord costal des ailes antérieures est poudré de bleu métallisé. Le bord externe des ailes antérieures et le bord externe des ailes postérieures sont ornées d'une fine ligne bleu métallisé de festons.
Le revers est plus clair avec la même ornementation.

## Biologie

### Plantes hôtes
Les plantes hôtes de sa chenille sont Gustavia superba, Inga ruiziana, Maripa panamensis et Serjania mexicana.

## Écologie et distribution
Nymphidium mantus est présent en Guyane, en Guyana, au Surinam, à Panama, au Costa Rica, au Venezuela, à Trinité-et-Tobago, en Équateur et au Brésil,,.